# Erwählter Bischof

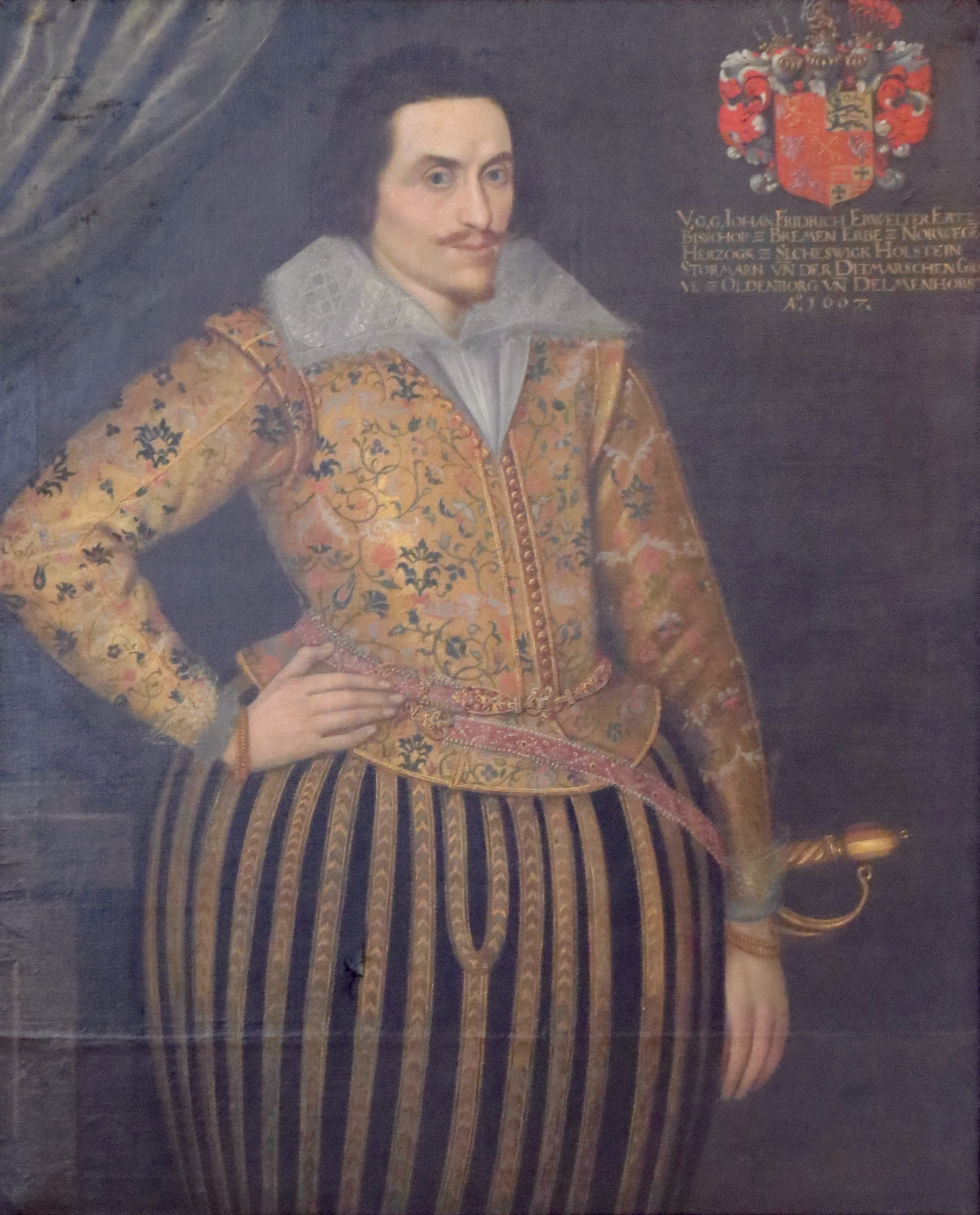
Johann Friedrich von Schleswig-Holstein-Gottorf, erwählter Erzbischof zu Bremen

Als erwählte Bischöfe bzw. erwählte Erzbischöfe, auch postulierte Administratoren, wurden nach der Reformation im 16. Jahrhundert in den evangelisch gewordenen reichsunmittelbaren geistlichen Fürstentümern im Heiligen Römischen Reich die an Stelle der bisherigen katholischen Fürstbischöfe von den Domkapiteln gewählten und eingesetzten Kirchenfürsten bezeichnet, weil sie selbstverständlich keine päpstliche Approbation erlangen konnten.
Wie ihre katholischen Vorgänger übten sie einerseits landesherrlich-weltliche Funktionen aus und zum anderen geistliche Bischofsfunktionen. Letztere gingen jedoch mitunter auf die jeweiligen Kapitel über.
Wenn die Kapitulare eines Stiftskapitels mehrheitlich Protestanten waren, wählte das Kapitel nach dem Tode des bisherigen Bischofs nach denselben Regeln wie bei früheren Bischofswahlen nun einen evangelischen.
Auf die Wahl wurde in evangelischen, wie auch seit jeher in katholischen Bistümern häufig durch weltliche Fürsten Druck ausgeübt, die darin eine Möglichkeit sahen, für ihre (manchmal noch nicht erwachsenen) Söhne Versorgungsposten zu schaffen. Schon vor der Reformation war es üblich gewesen, zweite und dritte Söhne regierender Fürsten auf ein geistliches Amt vorzubereiten, um das eigene Territorium nicht durch Erbteilung zu zersplittern. Mit dieser Platzierung von nahen Verwandten war auch das Streben nach vergrößertem Einfluss der eigenen Dynastie im Stiftsgebiet verbunden. Manchmal fand eine Bischofswahl bereits zu Lebzeiten des Vorgängers statt, sodass der Nachfolger zunächst die Stellung eines Koadjutors einnahm. Nur eine Minderheit der erwählten Bischöfe waren Theologen.
Der Übergang der fürstlichen Gewalt von katholischen Bischöfen zu protestantischen wurde erst im Westfälischen Frieden im Jahre 1648 vom Kaiser des Heiligen Römischen Reiches anerkannt, so dass die erwählten Bischöfe der betreffenden Erz- und Hochstifte ihre eigentlich zustehenden Stimmen im Reichsfürstenkollegium des Reichstages nicht wahrnehmen konnten. Jedoch sah der Friedensschluss ebenfalls vor, dass die meisten protestantischen geistlichen Fürstentümer säkularisiert und den Herrschaftsbereichen benachbarter Fürsten angeschlossen wurden. Die übernahmen dann die Reichsrechte der nun erloschenen Bistümer.

## Liste evangelischer Hochstifte bis zur Säkularisation
Die Regierung eines protestantischen Bischofs war nicht dasselbe wie die Säkularisation eines Bistums. Aber die meisten protestantischen Hochstifte wurden früher als die katholischen säkularisiert, und mit der Säkularisation des Hochstiftes erloschen sie auch als Bistum:
- Hochstift Havelberg, 1548–1598 evangelische Bischöfe, Stiftsgebiet 1571 zu Brandenburg
- Hochstift Brandenburg, 1526–1571 evangelische Bischöfe, anschließend 1571 zu Brandenburg
- Hochstift Meißen, Reformation 1581, im gleichen Jahr zu Sachsen
- Hochstift Cammin, 1552–1650 evangelische Bischöfe, Stiftsgebiet 1556 zu Pommern, 1648 weltliches Fürstentum Cammin unter brandenburgischer Herrschaft
- Erzstift Bremen, Reformation ab 1558 vom päpstlich bestätigten Erzbischof wohlwollend toleriert, seit 1567 lutherische Erzbischöfe, 1648 weltliches Herzogtum Bremen unter schwedischer Herrschaft
- Hochstift Halberstadt, 1552–1628 lutherische Bischöfe, 1628–1648 ein katholischer (erfolglose Gegenreformation), 1648 weltliches Fürstentum Halberstadt unter brandenburgischer Herrschaft
- Hochstift Verden, Reformation 1564 vom vorletzten päpstlich bestätigten Bischof eingeführt, 1648 weltliches Herzogtum Verden unter schwedischer Herrschaft, siehe auch Bremen-Verden
- Erzstift Magdeburg, schon der 1552 bestellte letzte päpstlich bestätigte Erzbischof war protestantisch erzogen, 1567 Übertritt des Domkapitels zur Reformation, 1680 weltliches Herzogtum Magdeburg unter brandenburgischer Herrschaft
- Hochstift Minden, Reformation ab 1554 vom Bischof toleriert, erster offiziell protestantischer Bischof ab 1582, 1648 weltliches Fürstentum Minden unter brandenburgischer Herrschaft
- Hochstift Ratzeburg, nach der Reformation Aufgabenteilung in geistliche Superintendentur und nur noch für die Stiftshoheit zuständige Bischöfe, 1648 weltliches Fürstentum Ratzeburg unter mecklenburgischer Herrschaft
- Hochstift Schwerin, 1648 weltliches Fürstentum Schwerin unter mecklenburgischer Herrschaft
- Hochstift Osnabrück, abwechselnd katholische und protestantische Bischöfe, 1803 zu Hannover
- Hochstift Lübeck, Fortbestehen des Domkapitels und des Bischofstitels bis zum Reichsdeputationshauptschluss, jedoch weltliche Fürsten als „erwählte Bischöfe“, 1803 weltliches Fürstentum Lübeck unter oldenburgischer Herrschaft
- Hochstift Merseburg, seit 1544 Verwaltung durch jüngeren Bruder des sächsischen Kurfürsten, 1565 zu Sachsen, ab 1657 Sekundogenitur Sachsen-Merseburg, 1738 mit dem Aussterben der Linie faktisch Teil Kursachsens, 1815 säkularisiert
- Hochstift Naumburg, 1542–1546 ein protestantischer Bischof, anschließend ein Katholik, 1562 zu Sachsen, ab 1657 Sekundogenitur Sachsen-Zeitz, 1718 mit dem Aussterben der Linie faktisch Teil Kursachsens, 1815 säkularisiert

Als Rechtsnachfolger einiger Hochstifte als Eigentum des Domkapitels bestehen heute noch das Hochstift Meißen und die Vereinigten Domstifter zu Merseburg und Naumburg und des Kollegiatstifts Zeitz.